# Deutsche Ausrüstungswerke

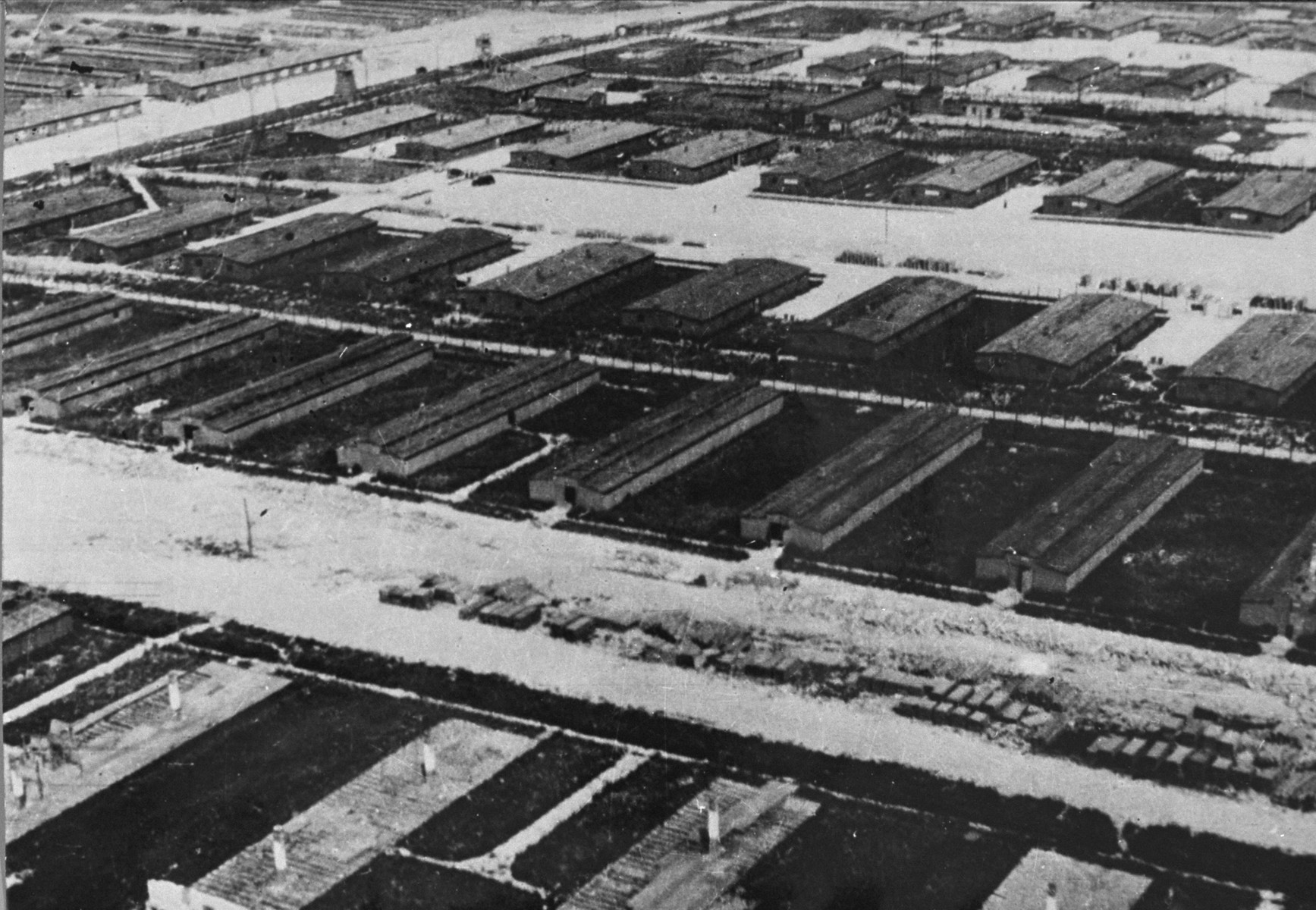
Fotografía aérea de reconocimiento del campo de concentración de Majdanek (24 de junio de 1944) de las colecciones del Museo Majdanek; mitad inferior: los cuarteles en deconstrucción con chimeneas visibles aún en pie y tablones de madera apilados a lo largo del camino de suministro; en la mitad superior, cuarteles funcionales.

La Deutsche Ausrüstungswerke (DAW; literalmente, Fábrica de Equipamientos Alemanes) fue un contratista de defensa alemán nazi con sede en Berlín durante la Segunda Guerra Mundial, propiedad y operado por las Schutzstaffel (SS). Consistía en una red de fábricas requisadas y talleres de campamentos en toda la Europa ocupada por los alemanes que explotaban el trabajo esclavo de los prisioneros de los campos de concentración nazis y los guetos judíos en la Polonia ocupada por los alemanes. La DAW equipó al ejército alemán con botas, uniformes y materiales en el frente oriental con una ganancia inesperada, proporcionó suministros de madera y metal, así como trabajos de reconstrucción en líneas ferroviarias y trenes de carga.

## Historia
La empresa comercial fue fundada en mayo de 1939 y estuvo en funcionamiento hasta 1943. Alrededor de 15.500 prisioneros de campos de concentración murieron en la DAW debido a las pesadas cargas de trabajo impuestas por el contratista y las condiciones de trabajo inhumanas «calculadas no solo para lisiar sus cuerpos sino también para hundirlos. en un estado de terror perpetuo». La DAW operaba varios negocios en los campos de concentración de Dachau, Sachsenhausen, Buchenwald y Auschwitz, donde se utilizaba el trabajo forzado. Posteriormente, el trabajo se expandió a Majdanek, Janowska, Stutthof y otros campos de concentración.
La Deutsche Ausrustungswerke (DAW) fue la primera empresa de las SS establecida en el territorio de la Reserva de Lublin de la Polonia ocupada, en algún momento entre finales de 1940 y principios de 1941. La DAW se hizo cargo del Lipowa Zwangsarbeiterlager, con prisioneros del gueto de Lublin, y pronto se expandió para incluir el aeródromo de Lublin, y la fuerza laboral del campo de concentración de Majdanek en octubre de 1941. La DAW estaba subordinado a la SS-WVHA. El aeródromo de Lublin fue el lugar donde se ubicaron varias de sus plantas, incluida una subsidiaria de los talleres de ropa de las Waffen-SS, la guarnición SS, una fábrica de vidrio, un camión y el depósito de suministros de tropas SS, y un laboratorio de prisioneros que produce productos farmacéuticos.
A mediados de 1942, todos los campos de exterminio de la Operación Reinhard ya suministraban cargas de trenes de mercancías de las víctimas de los gases para su posterior procesamiento: Bełżec desde marzo de 1942, Sobibór desde mayo de 1942 y Treblinka desde julio de 1942. Los judíos restantes en el Gobierno General suministraron a la DAW con trabajo esclavo. Odilo Globočnik dirigió la operación de las plantas de la DAW en Lublin y en el campo del aeródromo de Lublin, los talleres Standortverwaltung de las Waffen-SS y talleres textiles, y la Truppenwirtschaftlager de la policía del HSSPF. Todos los trabajadores y guardias fueron suministrados por Globočnik.
«El principal ejemplo de cooperación entre WVHA y Globočnik - escribió White - fue Industrias del Este. (Ostindustrie GmbH, u Osti), que fue fundada en marzo de 1943 con el propósito expreso de utilizar mano de obra judía y también explotar maquinaria y materias primas. anteriormente propiedad de judíos en talleres industriales». Por lo tanto, el equipo utilizado por la DAW no era alemán para empezar, sino polaco. La Osti se hizo cargo de las fábricas de la DAW en 1943.